# きょうのにゃこ譚
『きょうのにゃこ譚』（きょうのにゃこたん）は、柿生みのりによる日本の漫画作品。関連作品『きょうのらすぼす譚』『にゃこ譚 ゆかいな仲間達』についても本項で扱う。
後述の事情により初出時と単行本で話数が一致していないことがあり、特に『らすぼす譚』は第5話以降の話数がすべて異なっている。本項での解説は原則として単行本の話数に準拠する。

## 作品概要
きょうのにゃこ譚
子猫のおチビとアヒルのごはんさんという異種族同士の友情をテーマにしたコメディ漫画。
2010年、「ねこぱんち」の姉妹誌「OYATSUねこぱんち」（少年画報社）にて連載開始。当初は誌面の穴埋めのために依頼されたものだった。その後「ねこぱんち」本誌でも連載された。
きょうのにゃこ譚 ゆるっと
2013年、「ゆるゆるねこぱんち」の創刊と共にそちらに連載の場を移して再スタートした。当初のタイトルは『きょうのにゃこ譚』のままだったが、2015年7月号掲載分から改題され、単行本では第1巻から改題後のタイトルになっている。「ゆるゆるねこぱんち」が2016年7月号で休刊となったことに伴い連載終了した。
きょうのらすぼす譚
ラスボスを主人公とするスピンオフ作品。本編より過去の話も描かれているが、概ね本編と同じ時期の話になっており、内容が本編とリンクしている話もある。
にゃこ譚 ゆかいな仲間達
「ねこぱんち」122号より連載。

## 初出
- 本編
  - OYATSUねこぱんち C号（2010年） - K号（最終号／2013年）
  - ねこぱんち 67号 - 71号（2012年）、76号（2012年） - 81号（2013年）
- きょうのらすぼす譚
  - ねこぱんち 2012年72号 - 75号（2012年）、82号（2013年） - 121号（2016年）
- きょうのにゃこ譚 ゆるっと
  - ゆるゆるねこぱんち 2013年5月号（創刊号） - 2016年7月号（最終号）
- 番外編「紅葉」
  - ゆるゆるねこぱんち増刊「ほっかほっかねこぱんち」（2013年）
- にゃこ譚 ゆかいな仲間達
  - ねこぱんち 122号（2016年） - 125号（2017年）

### 『きょうのらすぼす譚』の初出と単行本について
第4話までは『流れ猫らすぼす譚』のタイトルで連載された。初出では現在のタイトルになった82号掲載分から改めて話数を数え直しているが、単行本では改題前の4話分が第1 - 4話として収録されているため、82号掲載分は第5話となり、それ以降のエピソードも話数が繰り下げられている。また、第1巻・第2巻に収録された番外編は、初出時は本編として発表されたもの。

## 主なキャラクター
おチビ
声： 喜多村英梨
主人公の子猫（ただし、『らすぼす譚』には登場しないこともある）。紅葉からは「おチビさん」、妹たちからは「チビ兄」と呼ばれている。おバカな言動で周囲を振り回すことが多い。
ラスボスを一方的に怖がっているが、徐々に「同性の大人」としては頼りにしている面や「ごはんさんの友達」としては信頼している面が見られるようになり、第28話では、ラスボスに友達と言ってもらえなかったことに怒っている。
紅葉（もみじ）
声： 関智一
おチビたちの母猫。名前は番外編で初めて明かされた。元々は母親に付けられた名前だが、人間に飼われるようになった際に、偶然にも同じ名前を付けられている。
狩りが得意。その腕前はラスボスが弟子入りを志願するほど。
物腰は丁寧だが、ラスボスが玩具で狩りの練習をする様子を「笑い死にしそう」と言うなど、笑顔で辛辣な言葉を発することがある。
ワタ、タマ
声： 中田和宏
おチビの妹たち。真っ白なのがワタ、黒い模様が入っているのがタマ。おチビからは2匹まとめて「ワタマ」と呼ばれている。
作者によると2年後はコギャル化しているらしい。
ごはんさん
声： 来栖りん
おチビたちの隣家で飼われている雌のアヒル。
当初はおチビに獲物だと思われていたが、おチビが池で溺れたところを助けて以降友達になる。猫とは意思の疎通が出来ているように描写されているが、その発言内容はラスボスを介する形でのみ書かれている。
本名はアヒ・ルクレツィア・ボルジア。ラスボスや飼い主からはルクレツィアと呼ばれている。ごはんさんというのはおチビに獲物扱いされていた時の名残だが、本人は気に入っているらしい。
『ゆるっと』では赤ちゃんが生まれ、母親になっている。
ラスボス
声： 大塚明夫
左目に傷跡がある、流れ者の野良猫。街中の猫から恐れられているが、それ故に猫たちの秩序を維持するのに一役買っているらしく、一時街を離れた際には猫同士の餌の奪い合いや縄張り争いが急増し、ロイでさえ手を焼くほどだった。
乱暴な面はあるが、理由なく他者を傷つけることはしない。しかし、多くを語らないためたびたび誤解されている。おチビによって「モテない」という噂を流されてしまっているが、実際は助けた雌猫に惚れられることもある。
喧嘩は強いが、狩りは苦手。そのため『らすぼす譚』では紅葉に弟子入りし、彼女を「師匠」と呼ぶようになった。
ごはんさんとは友達。初対面の時は獲物だと思っていたが、ふとした勘違いから仲良くなった。後に真相を知るが、その頃にはもう獲物としては見られないほど仲良くなっていたため、そのまま友達の関係を続けている。
おチビたちに対しても基本的には優しく接するが、ほとんどの場合は一方的に怖がられている。また、おチビの言動に振り回されて三枚目を演じてしまうこともある。
野良猫であるため元々は名前がなく、「ボスより強そう」という理由でラスボスと呼ばれるようになった。それを知ったおチビから新しい名前を付けられそうになったこともあるが、「どでかんぼう」という名前を提案されたため固辞している（曰く「子供のネーミングセンスは凶悪」）。子猫の頃はおチビと同様に「おチビさん」と呼ばれていた。以前の仲間には「キズ目」と呼ばれていた。
普段は笑顔を見せない。一度だけ笑顔を披露している（読者には表情が分からないように描かれている）が、擬音の「にこっ」は血をしたたらせたような文字で書かれ、その顔を見たおチビには気絶された上に「絶対に思い出したくない」と言われるという、散々な結果に終わった。
読者アンケートで「男は顔じゃないよね」という意見が多数寄せられ、作者を困惑させたという。読者から送られてくるイラストではかっこよく描かれていることが多く、最近は作者がそれに寄せて描いてしまい、あえて不細工めに描き直すこともあるという。
ロイ
街のボス猫。当初はラスボスを快く思っておらず直接対決を挑んだこともあるが、その後ある程度は認め合うようになった模様。実は飼い猫で、そのためかラスボスからは「甘い」と思われている面がある。
紅葉に惚れているが、完全な片想いであり、彼女にはまったく相手にされていない。また、ラスボスにデタラメを教えて紅葉の前で恥をかかせようとするなど、ボスらしからぬ器の小ささを見せることもある。作者曰く「残念なイケメン」。
フク
紅葉と仲が良い雌猫。食べることが大好きで少々太り気味。
第24話で、ラスボスがおチビから貰ったおもちゃを「おチビから奪った」と勘違いしてラスボスに怒ってしまった。『らすぼす譚』第6話ではそのことを後悔しており、ラスボスの事実無根の悪い噂を訂正しようとするが、かえって変な方向に噂が広まってしまった。
ごはんさんの飼い主
職業は世界史の先生。猫にも優しく、ごはんさんを他の猫から守ってくれたラスボスに寝床を提供しようとしたこともある。
ごはんさん曰く「大杉漣似のイケメン」。
ゴリちゃん
ごはんさんの赤ちゃん。雄。卵の中にいた時からおチビたちの声を聞いていたためか、おチビたちに懐いている。
命名を巡ってはひと悶着あり、最終的におチビ・紅葉・ラスボス・フクがそれぞれ提案した名前と飼い主が付けた名前を全部合わせたため、ゴリプッチン・アヒ・ルートヴィヒ・のりたま・アヒル太郎・きっきという長い名前になってしまった。あまりにも長いため、おチビたちも普段はフルネームで呼ばず、ゴリちゃんと呼んでいる。
初めて話した言葉は「ピラルク」だが、誰もその意味を理解できなかった。ごはんさんによると「覚えた言葉をそのまま言っているだけ」で、発する言葉自体に意味はない。
フィガロ
番外編に登場した、おチビの父。
おっとりした性格で、猫社会のルールに疎く、他の猫と友達になろうとして縄張りのことを考えずに話しかけ、襲われていたところを紅葉に助けられた。その後徐々に仲良くなり、いつしか恋仲になっていた。しかし、実は飼い猫であり、ある日突然彼を捜していた飼い主に連れ戻され、紅葉の妊娠（自分が父親になるということ）を知らないまま去ることになってしまった。

## 単行本
ねこぱんちコミックス（少年画報社）より発売。
- きょうのにゃこ譚 全2巻
- きょうのらすぼす譚 全6巻
- きょうのにゃこ譚 ゆるっと 既刊1巻